# Zlatnica
Zlatnica  (zlatošipka, krkica, lat. solidago), rod cvjetnica iz porodice Asteraceaea, red Asterales, porijeklom iz Sjeverne Amerike. Rodu pripada 124 priznatih vrsta. Raste na neobradivim površinama zemlje, uz rijeke i potoke. 
Cijela biljka je ljekovita. Prepoznatljiva je po zlatnožutom cvijeću koje veoma rado posječuju pčele tijekom ljeta i rane jeseni. Za dobro medenje treba joj temperatura od 25 – 28 stupnjeva, med se koristi za liječenje živčanih oboljenja. Kod nas je najraširenija vrsta ovog roda Solidago virgaurea koja raste po šumama te je cijenjena ljekovita biljka, a osim nje kod nas raste i kanadska zlatošipka (S. canadensis), koja se smatra invazivnom, importiranom vrstom i velika zlatnica (S. gigantea).
Cvijet bijke koristi se i za bojanje tkanine.

## Vrste
1. Solidago albopilosa E.L.Braun
2. Solidago altiplanities C.E.S.Taylor & R.John Taylor
3. Solidago altissima L.
4. Solidago arenicola B.R.Keener & Kral
5. Solidago argentinensis Lopez Laphitz & Semple
6. Solidago arguta Aiton
7. Solidago × asperula Desf
8. Solidago auriculata Shuttlew. ex S.F.Blake
9. Solidago austrina Small
10. Solidago austrocaroliniana Semple & J.B.Nelson
11. Solidago × bartramiana Fernald
12. Solidago × beaudryi B.Boivin
13. Solidago × bernardii B.Boivin
14. Solidago bicolor L.
15. Solidago brachyphylla Chapm. ex Torr. & A.Gray
16. Solidago brendae Semple
17. Solidago buckleyi Torr. & A.Gray
18. Solidago caesia L.
19. Solidago × calcicola Fernald
20. Solidago canadensis L., gustocvjetna zlatnica
21. Solidago capulinensis Cockerell & D.M.Andrews
22. Solidago chilensis Meyen
23. Solidago chrysopsis Small
24. Solidago compacta Turcz.
25. Solidago confinis A.Gray
26. Solidago correllii Semple
27. Solidago cuprea Juz.
28. Solidago curtisii Torr. & A.Gray
29. Solidago dahurica (Kitag.) Kitag. ex Juz.
30. Solidago decurrens Lour.
31. Solidago delicatula Small
32. Solidago drummondii Torr. & A.Gray
33. Solidago durangensis G.L.Nesom
34. Solidago elongata Nutt.
35. Solidago erecta Banks ex Pursh
36. Solidago ericamerioides G.L.Nesom
37. Solidago × erskinei B.Boivin
38. Solidago fallax (Fernald) Semple
39. Solidago faucibus Wieboldt
40. Solidago fistulosa Mill.
41. Solidago flexicaulis L.
42. Solidago gattingeri Chapm. ex A.Gray
43. Solidago georgiana Semple
44. Solidago gigantea Aiton, velikocvjetna zlatnica, velika zlatnica
45. Solidago glomerata Michx.
46. Solidago gracillima Torr. & A.Gray
47. Solidago guiradonis A.Gray
48. Solidago gypsophila G.L.Nesom
49. Solidago hintoniorum G.L.Nesom
50. Solidago hispida Muhl. ex Willd.
51. Solidago horieana Kadota
52. Solidago houghtonii Torr. & A.Gray
53. Solidago jejunifolia E.S.Steele
54. Solidago juliae G.L.Nesom
55. Solidago juncea Aiton
56. Solidago kralii Semple
57. Solidago × krotkovii B.Boivin
58. Solidago kuhistanica Popov
59. Solidago lancifolia (Torr. & A.Gray) Chapm.
60. Solidago latissimifolia Mill.
61. Solidago leavenworthii Torr. & A.Gray
62. Solidago leiocarpa DC.
63. Solidago × leiophallax Friesner
64. Solidago lepida DC.
65. Solidago litoralis Savi
66. Solidago ludoviciana Small
67. Solidago × lutescens (Lindl. ex DC.) B.Boivin
68. Solidago × luteus (A.Perry) Brouillet & Semple
69. Solidago macrophylla Banks ex Pursh
70. Solidago macvaughii G.L.Nesom
71. Solidago × maheuxii B.Boivin
72. Solidago maya Semple
73. Solidago mexicana L.
74. Solidago minutissima (Makino) Kitam.
75. Solidago missouriensis Nutt.
76. Solidago mollis Bartl.
77. Solidago muelleri Standl.
78. Solidago multiradiata Aiton
79. Solidago nana Nutt.
80. Solidago nemoralis Aiton
81. Solidago × niederederi Khek
82. Solidago nipponica Semple
83. Solidago nitida Torr. & A.Gray
84. Solidago odora Aiton
85. Solidago ohioensis Riddell
86. Solidago ontarioensis (G.S.Ringius) Semple & J.A.Peirson
87. Solidago orientalis (G.L.Nesom) G.L.Nesom
88. Solidago ouachitensis C.E.S.Taylor & R.John Taylor
89. Solidago ovata Friesner
90. Solidago pacifica Juz.
91. Solidago pallida (Porter) Rydb.
92. Solidago paniculata DC.
93. Solidago patagonica Phil.
94. Solidago patula Muhl. ex Willd.
95. Solidago patuliginosa Friesner
96. Solidago petiolaris Aiton
97. Solidago pinetorum Small
98. Solidago plumosa Small
99. Solidago polyglossa DC.
100. Solidago pringlei Fernald
101. Solidago ptarmicoides (Torr. & A.Gray) B.Boivin
102. Solidago puberula Nutt.
103. Solidago pulchra Small
104. Solidago radula Nutt.
105. Solidago riddellii Frank
106. Solidago rigida L.
107. Solidago rigidiuscula (Torr. & A.Gray) Porter
108. Solidago roanensis Porter
109. Solidago rugosa Mill.
110. Solidago rupestris Raf.
111. Solidago sciaphila E.S.Steele
112. Solidago sempervirens L.
113. Solidago shortii Torr. & A.Gray
114. Solidago simplex Kunth
115. Solidago × snarskisii Gudž. & Žaln.
116. Solidago spathulata DC.
117. Solidago speciosa Nutt.
118. Solidago spectabilis (D.C. Eaton) A.Gray
119. Solidago spellenbergii Semple
120. Solidago sphacelata Raf.
121. Solidago spithamaea M.A.Curtis ex A.Gray
122. Solidago squarrosa Muhl.
123. Solidago stricta Aiton
124. Solidago tarda Mack. ex Small
125. Solidago tortifolia Elliott
126. Solidago uliginosa Nutt.
127. Solidago ulmicaesia Friesner
128. Solidago ulmifolia Muhl. ex Willd.
129. Solidago velutina DC.
130. Solidago veracruziensis Semple
131. Solidago verna M.A.Curtis ex Torr. & A.Gray
132. Solidago villosicarpa Leblond
133. Solidago virgata Michx.
134. Solidago virgaurea L., prava zlatnica
135. Solidago vossii J.S.Pringle & Laureto
136. Solidago wrightii A.Gray
137. Solidago yokusaiana Makino